# Bomolocha laciniosa
Bomolocha laciniosa là một loài bướm đêm trong họ Noctuidae.